# Берман, Джули Мари
Джули Мари Берман (англ. Julie Marie Berman; род. 3 ноября 1983, Лос-Анджелес, Калифорния) — американская телевизионная актриса. Берман наиболее известна благодаря своей роли Лулу Спенсер в дневной мыльной опере «Главный госпиталь», где она снималась с 2005 по 2013 год. Она покинула мыльную оперу в феврале 2013 года, после семи лет участия в шоу.
Берман выиграла три дневные премии «Эмми» за «Главный госпиталь», две в категории молодых актёров в 2009 и 2010, и одну за лучшую женскую роль второго плана в 2013 году, уже после ухода из шоу. В начале карьеры она появилась в сериалах «Седьмое небо» и «Опять и снова», а в дополнение к этому снялась в нескольких телефильмах.
После ухода из мыльной оперы Берман переместилась в прайм-тайм сериалы, появляясь в «Два с половиной человека» и «Девственница Джейн». В 2015 году она взяла на себя второстепенные роли в комедии Hulu «Без обязательств», играя ассистента Микаэлы Уоткинс, а затем начала играть врача-травматолога в медицинской драме NBC «Медики Чикаго».

## Телевидение
- Исчезнувшая (телефильм, 1999)
- Седьмое небо (7 эпизодов, 1997—1999)
- Скорая помощь (1 эпизод, 2000)
- Опять и снова (6 эпизодов, 1999—2000)
- Бостонская школа (1 эпизод, 2002)
- Вспоминая Чарли (телефильм, 2003)
- Предел (1 эпизод, 2005)
- Главный госпиталь: Ночная смена (1 эпизод, 2007)
- Эпические приключения Бакета и Скинера (1 эпизод, 2011)
- Сёстры Март на Рождестве (телефильм, 2012)
- Главный госпиталь (дневная мыльная опера, 2005—2013)
- Два с половиной человека (1 эпизод, 2013)
- Девственница Джейн (1 эпизод, 2014)
- Супружеский долг (1 эпизод, 2015)
- Без обязательств (4 эпизода, 2015)
- Медики Чикаго (2015 —)